# Canthon angularis
Canthon angularis е вид бръмбар от семейство Листороги бръмбари (Scarabaeidae). Видът не е застрашен от изчезване.

## Разпространение
Разпространен е в Аржентина (Мисионес) и Бразилия (Еспирито Санто, Минас Жерайс, Парана, Рио Гранди до Сул, Рио де Жанейро, Санта Катарина и Сао Пауло).